# فروغ‌ماهی اقیانوسی
فروغ‌ماهی اقیانوسی (نام علمی: Vinciguerria nimbaria) نام یک گونه از سرده وینچیگوئرا است.